# Calimero de Milán
San Calimero es un personaje semilegendario de la historia eclesiástica de Italia, supuestamente uno de los primeros obispos de Milán en el siglo II o III. 

## Vida
En rigor, el primer obispo de Milán del que se tiene noticia documentada fue Mirocles, de quien consta su asistencia al concilio de Roma del año 313; sobre sus antecesores en la diócesis, incluyendo a Calimero, no hay pruebas de su existencia; sus nombres y hechos se han transmitido a través de la tradición.
Según ésta, Calimero nació en Grecia de familia noble, y siendo adolescente marchó a Roma, donde se educó en la corte del papa Telesforo; otras versiones lo mencionan como un oficial romano, convertido y bautizado por los santos Faustino y Giovita. 
En tiempos del emperador Adriano se trasladó a Milán y se convirtió en ayudante del obispo Castriziano, y a la muerte de éste fue elegido su sucesor en el obispado en el año 138, manteniéndose al frente de la diócesis durante más de cincuenta años hasta que murió martirizado en el 191 en las persecuciones contra los cristianos durante el imperio de Cómodo, dejando la sede bajo el gobierno de Mona.

 
Autores modernos datan su episcopado cien años más tarde, en el siglo III.
Su cuerpo, supuestamente recuperado en el s. VIII del pozo al que fue arrojado tras su muerte, fue trasladado en el año 1176 a la iglesia de San Fiorano y en 1518 a la de San Clemente, de donde en 1609 el arzobispo Federico Borromeo las mandó llevar a la catedral de Milán, donde todavía se conserva su sepultura.
La iglesia de Milán celebra su aniversario el día 31 de julio. 

## Referencias

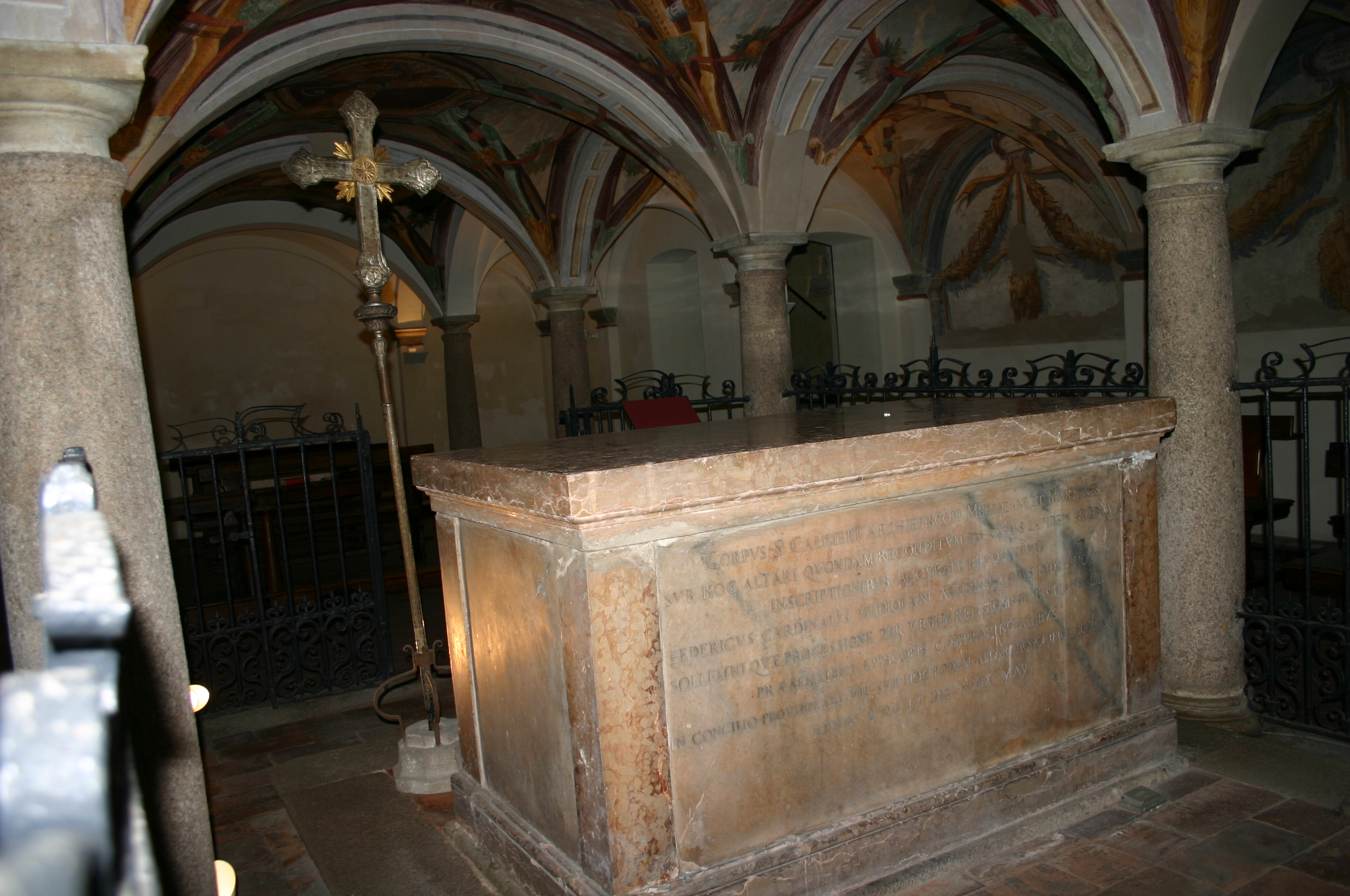
Sepulcro de San Calimero, en la catedral de Milán.